# 고세촌 (사가현)
고세촌(巨勢村)은 사가현 사가군에 있던 촌이다. 현재의 사가시에 해당한다.

## 지리
지쿠고강 지류인 사가강, 고세강 유역에 위치했다.

## 역사
- 1889년 4월 1일 - 정촌제 시행에 의해 사가군 후루세촌이 성립하였다.
- 1899년 6월 1일 - 고세촌으로 개칭되었다.
- 1954년 3월 31일 - 사가시에 편입해 폐지되었다.